# Emil Drejer
Emil Drejer (født 7. august 1988 i Nyborg) er en tidligere dansk håndboldspiller og nuværende håndboldtræner, der spillede for GOG Svendborg i Håndboldligaen. Han vandt DM-guld med klubben i 2007. Han skiftede til Otterup HK i 2008. Otterup HK rykkede op i 1. Division i 2012. Han blev 100 kamps jubilar i 2012 for Otterup HK.
Emil Drejer startede sin trænerkarriere i sommeren 2018, hvor han tiltrådte som cheftræner for IF Stjernens bedste herrehold, som er placeret i 3. division

## Tidligere klubber
- GOG
- Otterup HK
- Svendborg
- Stoholm
- Skive fH
- H.C. Odense

## Eksterne links
- Spillerinfo Arkiveret 8. maj 2008 hos  Wayback Machine
- Otterup HK Arkiveret 25. september 2013 hos  Wayback Machine
- EHF info